# James Tavernier
James Henry Tavernier, född 31 oktober 1991, är en engelsk fotbollsspelare som spelar för Rangers, där han är lagkapten.

## Karriär
Den 20 juli 2015 värvades Tavernier av Rangers. I juli 2018 blev han utsedd till lagkapten i klubben av tränaren Steven Gerrard.